# Интеграция имплантатов в костную ткань
Интеграция имплантатов в костную ткань (от лат. integratio — соединение) — вживление элементов в костную ткань хирургическим путём.
В биологии и медицине рассматриваются особые частные случаи образования живыми системами или их частями с чужеродными обычно неживыми (косными) объектами интеграционной связи. То есть, между соединяющимися и длительно существующими в таких системах элементами живого и косного возникают отношения (взаимоотношения и одновременно процессы) интеграции. В медицине такая интеграционная связь возникает в случае эндопротезов и имплантатов.
Интеграция металлических, в частности, титановых имплантатов, подсаженных в кость — это частный случай интеграции чужеродного тела в тканевую среду живого организма, характеризующийся особыми структурно-функциональными отношениями между имплантатом и костной тканью. При этом интеграционный процесс в периимплантатной области проявляет себя как многоэтапная адаптация.
На первом этапе в зоне контакта имплантата с костью развиваются процессы резорбции костного вещества, и одновременно образуется молодая рыхлая соединительная ткань. Далее она созревает, структурно организуется и превращается постепенно в грубоволокнистую или фиброзную соединительную ткань.
Таким образом, в периимплантатной зоне формируется соединительнотканная или фиброзная прослойка (капсула). Зрелость соединительной ткани (уровень структурно-функциональной организации), образующей эту прослойку является морфофункциональным отражением степени интеграции чужеродного материала (имплантата) в костную ткань.
Особым случаем и в то же время проявлением высшего уровня интеграции подсаженных в костную ткань имплантатов является их соединение с костью без соединительнотканной прослойки — остеоинтеграция, которую можно воспринимать как процесс самоорганизации костной системы (открытой и неравновесной) сопряженный с имплантацией.
Интеграция имплантатов в костную ткань, как частный случай включения чужеродного тела в тканевую среду живого организма, является результатом целенаправленного действия, решающего задачу восстановления целостности либо замещения утраченных тканевых структур, чем достигается частичное либо полное восстановление их функции. Этот процесс характеризуется отсутствием патологических реакций прилежащих к имплантату тканей и образованием длительного и стабильного соединения с ними.
Выделяют 3 вида интеграции имплантата в костную ткань:
- остеоинтеграция,
- фиброостеоинтеграция,
- фиброинтеграция.

Контакт с поверхностью имплантата осуществляется непосредственно костной тканью — остеоинтеграция.
Контакт между костной тканью и поверхностью имплантата частично опосредуется соединительнотканной прослойкой, частично костная ткань прилежит непосредственно к имплантату — фиброостеоинтеграция.
Контакт костной ткани с поверхностью имплантата полностью опосредован соединительнотканной прослойкой (капсулой) — фиброинтеграция.